# Agonum subsericeum
Agonum subsericeum är en skalbaggsart som beskrevs av Leconte 1863. Agonum subsericeum ingår i släktet Agonum och familjen jordlöpare. Inga underarter finns listade i Catalogue of Life.